# László Makra

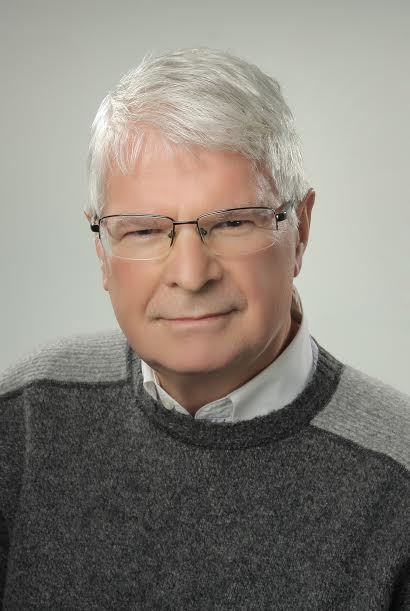
László Makra

László Makra (* 5. Juni 1952 in Siklós, Ungarn) ist ein ungarischer Klimatologe und Hochschullehrer. Sein Forschungsgebiet ist das Pollenklima, insbesondere die Untersuchung der klimatischen Beziehungssysteme der Ambrosia-Pollen, sowie die Untersuchung des Verhältnisses der Pollenkonzentration und der Krankheiten der Atemwege.

## Leben
1970 legte Makra in Komló sein Abitur ab, dann wurde er 1971 an der Attila-József-Universität Szeged, Fakultät für Naturwissenschaften für die Fächer Mathematik und Geographie immatrikuliert. Hier bekam er 1976 sein Diplom. Danach wurde er Assistent am Lehrstuhl für Klimalehre der Universität. Ab 1996 wurde er dort Universitätsdozent, seit 2015 arbeitet er an der Fakultät für Landwirtschaft der Universität Szeged, im Institut für Management und ländliche Entwicklung in Hódmezővásárhely. Seit 2016 ist er Hochschullehrer.
Seine Doktorarbeit verteidigte er 1978, die Ph.D.-Dissertation 1995, 2004 habilitierte er an der Universität Debrecen. Mehrwöchige Studienreisen führten ihn nach Indonesien (Yogyakarta, 1989), China Peking, 1993; Guangzhou (Kanton), 1995 und Tschechien (Brünn, 1996). Er ist Redaktionsmitglied mehrerer inländischer Periodika; Herausgeber einer internationalen Zeitschrift; Redaktionsmitglied von sieben internationalen Zeitschriften, sowie Leitungsmitglied der International Ragweed Society (2014–).

## Forschungstätigkeit
Sein Hauptforschungsgebiet ist der Hintergrund von Aerosol und Bio-Aerosol, innerhalb des letzteren das klimatische Beziehungssystem der Pollen: die Pollenklimatologie. Dies ist ein verhältnismäßig neues Wissenschaftsgebiet in der internationalen Fachliteratur, in Ungarn zählt es als vollkommen neues Gebiet. Die Forschungstätigkeit innerhalb der Pollen-klimatologie ist die Pollenstatistik; die Modellierung des Pollentransports; die Voraussage der Pollenkonzentration; die Untersuchung der Pollenkonzentration und der Krankheiten der Atemwege; die Untersuchung der Klimasensitivität verschiedener Taxa; weiterhin die zu erwartende Pollenkonzentration im Zusammenhang mit dem Klimawechsel.

### Bedeutendste Ergebnisse
Makra leitete erfolgreiche instrumentale Gebietsforschungsexpeditionen in Innerasien (China, Xinjiang, 1990, 1994), Indonesien (Java, Bali, 1996) und Südamerika (Brasilien, 1998) zur Bestimmung des regionalen Hintergrundes der Elementarzusammensetzung von Aerosol. Die von ihm gesammelten Luftproben bearbeitete er mit seinen Kollegen vom Institut für Kernforschung der Ungarischen Akademie der Wissenschaften in Debrecen.

### Hauptergebnisse der Expeditionen

#### 1. und 2. Expedition in China (1990, 1994)
(a) der hohe Schwefel- und Chlorgehalt des regionalen Aerosols ist von natürlicher (Steinsalz, Glaubersalz, Gips) Herkunft, und das ist das Ergebnis der umfangreichen und intensiven Salzanreicherung im trockenen, abflusslosen Tarimbecken;
(b) die aus dem Takla Makan Bereich stammenden Si/Fe, beziehungsweise Ca/Fe elementaren Verhältnisse können als Marker benutzt werden für den langfristigen Transport des aus Takla Makan stammenden Aerosols zur Spurenverfolgung (siehe: „gelber Wind“ Phänomen über Mittel- und Ostchina, „KOSA“ – Phänomen über Japan, der Stiller Ozean, bzw. über Nordamerika).

#### Expedition nach Indonesien (1996)
(a) Chlor, Schwefel, Kupfer, Zink und Chrom sind deutlich im atmosphärischen Aerosol sowohl auf der Insel Java als auch auf der Insel Bali angereichert;
(b) der größte Teil des Chlors ist ozeanischer Herkunft (Ozeanspray);
(c) der Schwefel ist zum Teil anthropogener Herkunft, zum Teil stammt er aus den biogenen Emissionen des Meeres;
(d) Kupfer, Zink und Chrom sind vermutlich Ursprung des Bodens.

## Pollenklimatologie
László Makra ist der Schöpfer der ungarischen Pollenklimatologie. Er ist international anerkannter Forscher des Transports von Staub und Bio-Aerosol. Er identifizierte die wichtigsten Quellenbereiche des Fernpollentransports im Karpatenbecken. Er entwickelte eine Methode zur Trennung von Staub und Pollen im Fern- und regionalen Transport, weiterhin bestimmte er die relativen Mengen der Transportkomponenten und des Nettotransports im Karpatenbecken. In Zusammenarbeit mit nationalen Datenträgern erstellte er die bisher größten Ambrosia-Pollen – Datenbanken in Europa, die die Grundlage der ersten umfassenden, kontinentalen Ambrosia-Pollen-Studien bildeten. Mit seinen Mitarbeitern entwickelte er mehrere Modelle zur Voraussage der täglichen Ambrosia-Pollen-Voraussage. Die in der Fachliteratur als neu zählende Verfahren wurden bei Erkrankungen der Atemwege basierend auf das Studium von meteorologischen, chemischen und biologischen Variablen angewandt. Auf der Grundlage des von der internationalen Fachliteratur prognostizierten Klimawandels bestimmte er, welche Taxa einen deutlichen Pollen-streuenden Anstieg im Karpatenbecken haben. Er erstellte für die quantitativen und phänologischen Parameter die bisher umfassendsten und detailliertesten, und für letzteres die ersten Karten von Europa.
Er ist Verfasser oder Mitverfasser von mehr als dreihundert wissenschaftlichen Publikationen.

## Hauptpublikationen
- Enrichment of desert soil elements in Takla Makan dust aerosol (Mitverfasser, 2002)
- Meteorological variables connected with airborne ragweed pollen in Southern Hungary (Mitverfasser, 2004)
- Selections from the history of environmental pollution, with special attention to air pollution (Mitverfasser, 2004)
- The history and impacts of airborne Ambrosia (Asteraceae) pollen in Hungary (Mitverfasser, 2005)
- Airborne pollen in three European cities: Detection of atmospheric circulation pathways by applying three-dimensional clustering of backward trajectories (Mitverfasser, 2010)
- Forecasting ragweed pollen characteristics with nonparametric regression methods over the most polluted areas in Europe (Mitverfasser, 2011)
- Monitoring the long-range transport effects on urban PM10 levels using 3D clusters of backward trajectories (Mitverfasser, 2011)
- Multivariate analysis of respiratory problems and their connection with meteorological parameters and the main biological and chemical air pollutants (Mitverfasser, 2011)
- Assessment of the Daily Ragweed Pollen Concentration with Previous-Day Meteorological Variables Using Regression and Quantile Regression Analysis for Szeged, Hungary (Mitverfasser, 2011)
- Trends in the characteristics of allergenic pollen circulation in Central Europe based on the example of Szeged, Hungary (Mitverfasser, 2011)
- Association of allergic asthma emergency room visits with the main biological and chemical air pollutants (Mitverfasser, 2012)
- Climate sensitivity of allergenic taxa in Central Europe associated with new climate change – related forces (Mitverfasser, 2013)
- Characterizing and evaluating the role of different transport modes on urban PM10 levels in two European cities using 3D clusters of backward trajectories (Mitverfasser, 2013)
- Predicting daily ragweed pollen concentrations using computational intelligence techniques over two heavily polluted areas in Europe (Mitverfasser, 2014)
- Association of allergic rhinitis or asthma with pollen and chemical pollutants in Szeged, Hungary, 1999-2007 (Mitverfasser, 2014)
- Ragweed in Eastern Europe. Invasive Species and Global Climate Change (Mitverfasser, 2014)
- A new approach used to explore associations of current Ambrosia pollen levels with current and past meteorological elements (Mitverfasser, 2015)
- Anthropogenic Air Pollution in Ancient Times. History of Toxicology and Environmental Health. Toxicology in antiquity. (2015)
- The history of ragweed in the world (Mitverfasser, 2015)
- Modelling the introduction and spread of non-native species: International trade and climate change drive ragweed invasion (Mitverfasser, 2016)
- Biogeographical estimates of allergenic pollen transport over regional scales: common ragweed and Szeged, Hungary as a test case (Mitverfasser, 2016)

## Gast-Editorial
- International Journal of Environment and Pollution, Special Issue: „Air Pollution“ (2007-2009).

## Mitglied des Editorial Board
- Acta Climatologica et Chorologica, Universitatis Szegediensis (1995-)
- International Journal of Biometeorology (2012)
- Annals of West University of Timişoara, Series of Biology (Timişoara, Romania, 2013-)
- Journal of Climatology (2013-)
- Archives of Otolaryngology and Rhinology (2014-)
- Science, Technology and Development (2015-)
- Journal of Natural Products Research Updates (2015-)
- Advances in Modern Oncology Research (2015-).[11]

## Preise, Anerkennungen
- Széchenyi István Stipendium (2001)
- „Pro Meteorologie“ Gedenkplakette (2002)